# Fred Scamaroni
Godefroy Scamaroni, dit Fred Scamaroni, né à Ajaccio le 24 octobre 1914 et mort dans la citadelle de cette même ville le 19 mars 1943, est un haut fonctionnaire français, membre de la France libre dès 1940, héros et martyr de la Résistance. Arrêté par la police politique italienne (OVRA) à Ajaccio alors qu'il dirige le réseau Action R2 Corse, il se suicide dans sa cellule de la citadelle d'Ajaccio pour ne rien révéler.

## Enfance
Godefroy François Jules Scamaroni, dit Fred, naît à Ajaccio le 24 octobre 1914. Il est le fils d'un préfet, Jules Scamaroni, qu'il suit au fil de ses nominations, à Ussel, Saint-Brieuc, Brive, Mende (1929-1931) et Charleville-Mézières (1931-1933).

## Carrière administrative
Licencié de la faculté de droit de Paris en 1934, Fred Scamaroni devance l’appel, devenant élève officier de réserve à Saint-Maixent, et sert dans l’infanterie comme sous-lieutenant. De retour à Paris, il passe le concours et devient chef de cabinet du préfet du Doubs (1936), qu’il suit à Caen, quand il est nommé dans le Calvados (1937-1939). Après la mort de son père, préfet du Loiret à Orléans le 1er février 1938, le préfet le met à son insu en « affectation spéciale », comme chef de famille. Toutefois, quand Fred Scamaroni la découvre, il la déchire.

## La Bataille de France
Bien que pouvant être dispensé d'enrôlement, il tient à prendre part au combat lors de la déclaration de guerre. Pendant la drôle de guerre, il rejoint le 119e régiment d'infanterie de Cherbourg, élément à la 6e DI, intégrée en janvier- mars 1940 au dispositif de défense de la ligne Maginot dans le secteur du Boulay (Moselle), avant d'être envoyé dans le Nord. Par refus de l'inaction, il rejoint l'aviation. Affecté à Tours, il passe le brevet d'observateur. Lieutenant de réserve dans l'Armée de l'air, il est grièvement blessé dans un combat aérien le 19 mai 1940, ce qui lui vaut la croix de guerre et un deuxième galon. À peine rétabli, il rejoint sa base aérienne repliée à Carpiquet, puis en Auvergne et à Pau,.

## Son action au sein de la France libre
Au courant de l'appel du 18 juin lancé par le général de Gaulle, il part pour Saint-Jean-de-Luz, grâce à un faux ordre de mission, et parvient à s'embarquer à bord du Sobieski le 21 juin 1940 à destination de l'Angleterre, comme 110 autres aviateurs. Là, ils montent sur un bateau de guerre polonais qui rapatrie des unités polonaises en Angleterre. En pleine mer, il se rend compte qu'il est considéré comme un déserteur. Débarqué à Plymouth, il est l'un des premiers Français libres et ne parle pas un mot d'anglais.
Engagé dans les Forces françaises libres, il est affecté à la base de Saint-Atham, où il apprend à piloter, avant d'être nommé à l'état-major personnel du général de Gaulle.

### Le raid gaulliste sur Dakar
Volontaire pour le raid anglo-gaulliste sur Dakar, qui a pour but de rallier l'immense Afrique-Occidentale française à la cause alliée, Fred Scamaroni décolle en Luciole de l'Ark-Royal et rejoint la base aérienne de Ouakam. Il est porteur d'une lettre du général de Gaulle pour le gouverneur général Pierre Boisson. Arrêté par les vichystes avec ses camarades Jacques Soufflet, Jules Joire, Henri Gaillet, Adonis Moulènes, Gabriel Pécunia, Marcel Sallerin, il est emprisonné dans de dures conditions. Lors de son transfert vers Bamako, il s'évade avec Maurice Kaouza mais est repris. Rapatrié en métropole, il est interné successivement à la prison Barberousse d'Alger, puis à Clermont-Ferrand, le 24 décembre 1940. Là, on doit l'hospitaliser plusieurs semaines. Gracié avec les autres aviateurs capturés à Ouakama, il est libéré en février 1941. Mais, radié de la préfectorale, il doit accepter un modeste emploi dans un ministère pour survivre,.

### Leréseau Copernicà Vichy (1941-1942)
Il trouve un emploi de garçon de courses au secrétariat d'État au ravitaillement à Vichy. Voyageant beaucoup, il prend des contacts, notamment en Corse. Un réseau de résistance à Vichy est créé avec quelques amis : le réseau Copernic. Très vite, la Gestapo le condamne à mort et le recherche. Sur ordre de Londres, il regagne l'Angleterre en janvier 1942.

### De retour à Londres (1942)
À Londres, il est affecté à l'état-major du général de Gaulle. Membre des Forces Françaises Combattantes (F.F.C.) et du BCRA, il assure plusieurs missions de confiance pour la France libre.

### Son retour en Corse (1943): le réseauAction R2 Corse
Fred Scamaroni élabore un projet d'insurrection dans sa Corse natale, occupée par l'Italie fasciste depuis novembre 1942. Il doit être débarqué en Corse sous une fausse identité pour prendre contact avec des résistants locaux, unifier les organisations existantes, repérer les terrains de débarquement et de parachutages, pour préparer un futur débarquement dans l'île. Sa nouvelle identité est François-Edmond Severi .
Le 7 janvier 1943, le sous-marin HMS Tribune, parti de Gibraltar, le dépose sur une plage de la cote Corse accompagné de son radio, avec des armes, des explosifs et plusieurs postes émetteurs. Le matériel est caché au N° 42, cours Napoléon à Ajaccio (Corse-du-Sud), chez Paul Pardi et sa famille. Tous les jours, le radio et un résistant sortent pour changer l'émetteur de place afin de ne pas se faire repérer.

### Arrestation et décès
La redoutable police politique fasciste, l’OVRA traque le réseau qu’il a monté.
Sa sœur Marie-Claire Scamaroni raconte dans une interview en 2008 que son frère a été trahi contre de l’argent : « Il se trouvait dans le Nord de l’île quand il a su qu’un colonel italien des Chemises noires était prêt à vendre le plan de défense italien de la Corse et de la Sardaigne. Voulant négocier, mon frère a vite compris que cette histoire était invraisemblable. Il s’est rendu à Ajaccio pour s’informer. C'est là que les Italiens l’ont arrêté ».
Jean-Louis Panicacci précise que l'OVRA a repéré et arrêté son radio Jean-Baptiste Hellier le 18 mars 1943. Ce dernier, après 30 heures de tortures effroyables, livre l'adresse de son chef. Fred Scamaroni est arrêté à Ajaccio dans la nuit du 18 au 19 mars. Fred se trouve chez Joseph Vignocchi. Les carabiniers arrivent vers une heure du matin avec le radio Hellier : C’est lui le chef..., leur dit Hellier. Les gendarmes italiens capturent Vignocchi, puis Severi (Scamaroni), et les enferment à la citadelle d'Ajaccio, dans des cellules différentes.

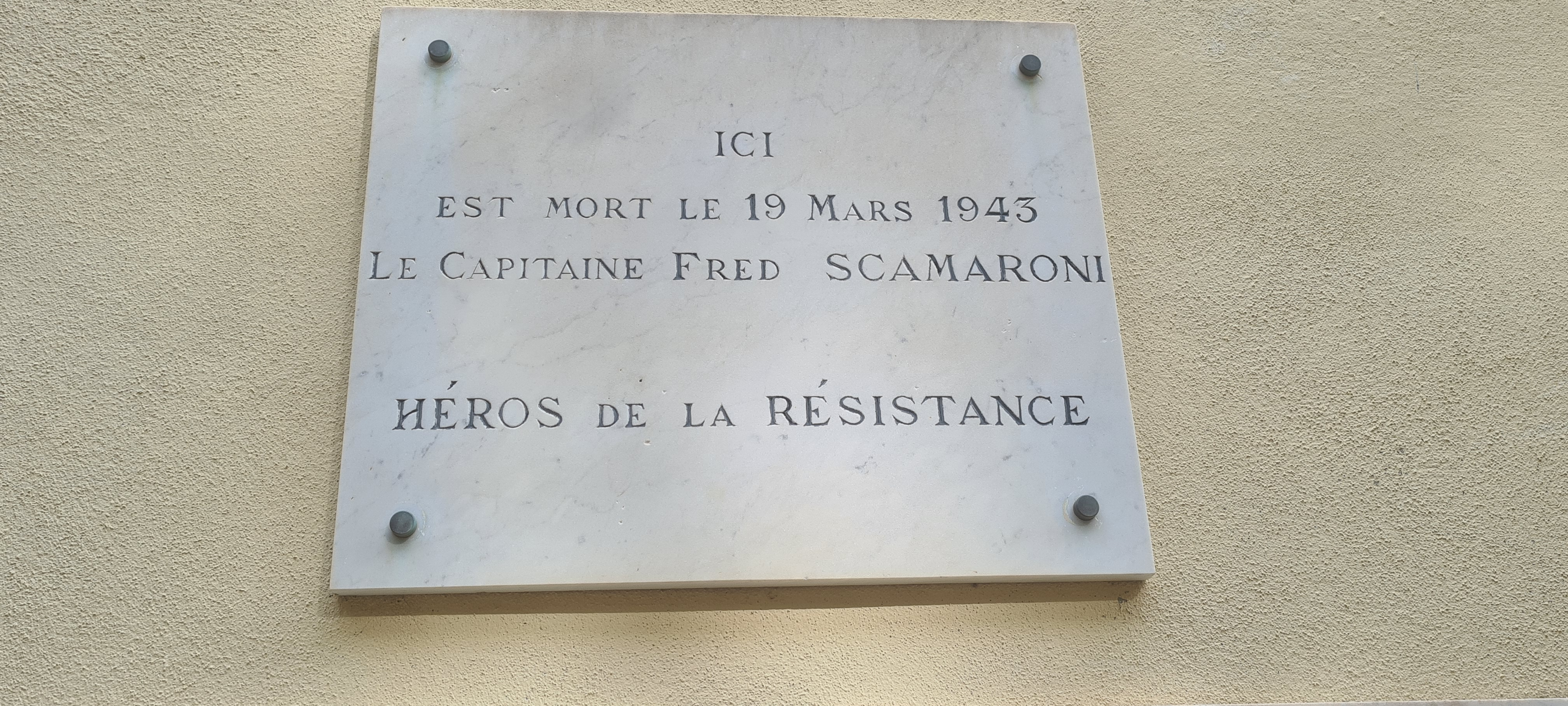
Plaque commémorative au sein de la citadelle d'Ajaccio.

Le rapport italien communiqué après la Libération, raconte le sort subi par Fred Scamaroni. Interrogé, il dit s’appeler Edmond Severi, être officier français de la Coloniale, né à Alger en 1908. À un Italien qui l’interroge et lui promet la vie sauve s’il parle, il rétorque : « Vous ne savez pas ce que c’est que l’honneur ». Il est horriblement torturé. On lui arrache les ongles et on lui met des morceaux de fer rouge. Dans la cellule voisine, il y a un autre détenu du réseau. À travers le mur, Fred Scamaroni lui dit : « Tu diras à ma mère, à mes sœurs, que ce n'est pas très dur de mourir et que je meurs content ».
Fred Scamaroni a en effet décidé de se suicider pour garder ses secrets. « Les archives de guerres ont rendu publique le rapport d’enquête des services de renseignements  sur la mort du résistant et il nous indique que Fred Scamaroni ne s’est pas tranché la gorge mais s’est pendu avec son tricot, la confusion avec le fil de fer vient du fait que sur son corps les agents italiens ont découvert un papier accroché avec un petit fil de fer, dessus Fred Scamaroni avait écrit avec son sang car il n’avait pas d’encre  : " Vive la France, vive de Gaulle. " c’est suite au premier interrogatoire qu’il se donne la mort, et c’est un soldat italien qui le trouvera en venant le chercher pour une seconde séance de torture.
Fred Scamaroni avait décidé de se donner la mort s’il se faisait prendre, sa logeuse la résistante Mme Vignocchi confirmera qu’il avait en sa possession une capsule de cyanure,  pourquoi ne s’en est il pas servi ? ». Il meurt trois heures plus tard. Les Italiens ignorent sa véritable identité. L'évêque d'Ajaccio refuse des obsèques religieuses à « l'inconnu qui s’était suicidé ». Son corps, roulé dans une couverture militaire, est jeté à la fosse commune par quatre carabiniers en présence d'un aumônier italien,.
En janvier 1944, après la libération de la Corse en septembre-octobre 1943, sa dépouille exhumée est exposée à la demande du nouveau maire Eugène Macchini dans la cathédrale d'Ajaccio. Ce dernier accueille son cercueil dans sa propre chapelle familiale du cimetière de la ville natale de Fred Scamaroni.
La thèse selon laquelle le radio de Scamaroni, Hellier, aurait parlé est mise à mal bien plus tard. Louis Luciani, professeur d'histoire au collège de Luri, fera des découvertes importantes. Et ses conclusions remettent en cause toute la thèse officielle.
« J'étais à Rome en voyage linguistique avec mes élèves. Le dernier jour, nous nous sommes rendus aux archives. Sur place je fais fortuitement la connaissance de l'avocat Dominique Mannironi. Il a travaillé indirectement sur le dossier Scamaroni. Il enquête sur l'arrestation, début 1943, de son père, résistant antifasciste de la première heure. Deux espions venant d'Alger, un certain Salvatore Serra et un agent anglais John Armstrong, se font cueillir par les carabiniers italiens lorsqu'ils débarquent en Sardaigne. Dans leurs papiers, figure le nom du père de ce Mannironi qui sera arrêté dans la foulée. »
Hellier trahi par un eczéma sur l'oreille
Le sang de Louis Luciani ne fait alors qu'un tour. Il sait par le biais de son ami Sylvain Gregori, historien de renom également, qu'un livre écrit par Virgionio Sias, responsable du contre-espionnage italien en Corse relate des faits où le nom de Salvatore Serra apparaît. « Serra et l'agent Armstrong sont arrêtés après leur arrivée en Sardaigne et envoyés à Rome. Mais Serra, sombre personnage, ancien carabinier qui a volé dans les caisses de son régiment, condamné à 30 ans de réclusion, va tenter de négocier avec les Italiens. Il leur dit qu'il peut faire tomber un réseau sur Ajaccio. Les transalpins se fient à ses déclarations et le transfèrent de Rome vers Piombino. Il débarque à Bastia. Dans la foulée il est envoyé à Ajaccio où il affirme qu'il peut reconnaître Hellier. »
Ce dernier sera identifié par Salvatore Serra par un eczéma sur le lobe de l'oreille. Virgionio Sias le déclare lorsqu'il relate les propos de Serra : « Je ne peux pas me tromper. Je le reconnais grâce à un eczéma sur l'oreille, que j'avais remarqué pendant le voyage en sous-marin et qui est toujours visible. » Serra avec Armstrong, connaissaient Hellier sous le nom de Louis. Ils s'étaient entraînés avec lui dans les camps des renseignements anglais en Écosse et en Algérie. Les Italiens arrêtent Hellier à Ajaccio dans un bar Le trou dans le mur. »
Le radio de Scamaroni va alors être soumis à des tortures atroces pendant plus de trente heures. Mais il ne parlera pas. Louis Luciani en veut pour preuve son exécution quelques jours après et ne cesse de marteler : « Les Italiens ne fusillent pas ceux qui collaborent avec eux. Hellier mérite la mention mort pour la France. »
Louis Luciani va encore plus loin dans son analyse historique. Sias, dans son livre, explique comment il remonte jusqu'à Scamaroni : il trouve dans le tube de crème, le nom des logeurs du Résistant.
Sias avec son escadron n'a plus qu'à s'y rendre et à cueillir Fred Scamaroni qui malgré les consignes avait décidé de rester : « Ce n'est pas au moment le plus dangereux qu'un Capitaine lâche son armée. »
Donc l'honneur de Jean-Baptiste Hellier est sauf dans cette sombre affaire. Reste le martyre de Fred Scamaroni qui, malgré les tortures ignobles qu'il va subir dans sa cellule, ne parlera jamais.

## Fin du réseauAction R2 Corse
Avertis de l’arrestation de Fred Scamaroni, les habitants du 42, cours Napoléon, dont Paul Pardi, vident l’appartement de ses armes et du matériel radio. Angèle, la mère de Paul Pardi, est arrêtée et torturée. Elle ne parle pas. Pour son courage, elle se verra attribuer la croix de guerre avec étoile de bronze à la libération.
Dix-huit membres du réseau sont tout de même arrêtés avec Fred Scamaroni.
Le 12 juillet 1943, le tribunal militaire du VIIe corps d'armée italien de Bastia (haute-Corse) jugent les membres du réseau arrêtés par l'OVRA. Le radio Jean Hellier qui l'avait dénoncé est fusillé le 14 juillet 1943 à 5h30 à Bastia. Reconnu Mort pour la France, il est inscrit sur le livre d'or de la résistance de Sartène (Corse-du-Sud). Paul Pardi, Archange Raimondi et Auguste Vieau sont condamnés à mort par contumace. Joseph Vignocchi, Bernard Ceccaldi, Marius Bost, Antoine Cantoni et André Bert (ce dernier par contumace) sont condamnés à 30 ans de réclusion. François Robert, Antoine Serafini, Santa Paravisini, Jean Federici, Jean-François Giovanelli, Joseph Chiappe et Fernand Poli sont condamnés à 24 ans de réclusion.
Paul Pardi rejoint Londres et devient agent du Special Operations Executive (SOE).
La sœur de Fred, Marie-Claire Scamaroni, entre dans la Résistance à l'époque de l'arrestation de son frère, aux côtés de François Boquet, l'adjoint de Jean Cavaillès

## Distinctions et hommages

### Décorations
Fred Scamaroni est récipiendaire des décorations suivantes :
- Chevalier de la Légion d'honneur, à titre posthume, le 30 août 1946
- Compagnon de la Libération, à titre posthume, par décret du 11 octobre 1943 avec la citation suivante signée par le général De Gaulle : Magnifique officier, modèle de courage et d'esprit de sacrifice (...). Se porte volontaire pour une mission tout particulièrement dangereuse en territoire occupé. Après plusieurs mois de travail est pris par l'OVRA. Abominablement torturé, ne révèle rien. Pour échapper à ses tortures et éviter de céder à la souffrance se suicide en se déchirant la gorge avec un morceau de fil de fer trouvé dans sa cellule. A, par son sacrifice, permis à ses camarades de poursuivre l'œuvre entreprise pour la libération de la France. À bien mérité de la Patrie[14].
- Croix de guerre 1939-1945 (une citation en 1940 et une citation posthume en 1943 à l’ordre de la Nation).
- Insigne des blessés militaires (une blessure de guerre le 19 mai 1940)[15]
- Ordre du Service distingué (Royaume-Uni)[15]

### Reconnaissance
- Il est nommé préfet à titre posthume par décret du 26 février 1945 avec effet rétroactif à compter du 17 juin 1940.
- Il est reconnu mort pour la France : S.G.A. AC-21P-154001[16].
- Il est inscrit sur le Livre d'Or de la Résistance de la commune de Sartène (Corse-du-Sud).
- Son nom figure dans l'annuaire des morts pour la France du Ministère de l'Intérieur.

### Monuments lapidaires
- Il est inscrit sur le Monument Aux Morts de Bastia (Haute-Corse).
- Il est inscrit sur le Monument Aux Morts de Bonifacio (Corse-du-Sud).
- Il est inscrit sur le Monument Aux Morts de Levie (Corse-du-Sud).
- Il est honoré avec d'autres résistants sur une plaque commémorative située sur le parvis de l'église Saint-Dominique à Bonifacio (Corse-du-Sud)[17].
- Une statue à son effigie se trouve depuis 1952 à Ajaccio (Corse-du-Sud)[18].
- Il est honoré sur une plaque commémorative de marbre apposée dans la citadelle d'Ajaccio (Corse-du-Sud), sur le mur de sa cellule[19].

### Odonymie
- Boulevard Fred Scamaroni, à Ajaccio (Corse-du-Sud) depuis 1944.
- Rue Fred Scamaroni, à Bonifacio (Corse-du-Sud) depuis 1944.
- Avenue Fred Scamaroni, à Draguignan (Var).
- Rue Fred Scamaroni, à Caen (Calvados) ; nom donné après la Seconde Guerre mondiale à l'ancienne rue du Stade, créée dans la Prairie en 1908, et qu'il avait fréquemment empruntée pour aller jouer au tennis au stade Hélitas[20].
- Rue Fred Scamaroni, à Charleville-Mézières (Ardennes).
- Rue Fred Scamaroni, à Villeneuve sur Lot (Lot et Garonne).
- Lycée professionnel Fred Scamaroni, à Bastia (Haute-Corse).
- Collège Fred Scamaroni, à Charleville-Mézières.

### Autres hommages
- À Caen, dans le Calvados, en juin et juillet 1944, plusieurs groupes de résistants combattirent aux côtés des troupes alliées. Certains membres des FFI et des CDL ont alors décidé de se rassembler et de former la Compagnie Fred Scamaroni. Léonard Gille fut l'un des chefs de la « scama »[21].
- En 1958, un timbre français de 12 francs est réalisé à son effigie (coloris bleu clair et vert bleu, 1er jour d'émission le 19 avril 1958). Il fait partie de la deuxième série dédiée aux héros de la résistance. Le timbre est dessiné par Albert Decaris et gravé par Jean Pheulpin[22].
- Dans la rue Fred Scamaroni à Charleville-Mézières (Ardennes) se trouve le collège public Fred Scamaroni[23].
- Il existe un lycée professionnel Fred Scamaroni à Bastia (Haute-Corse) [24].
- Un premier paquebot a porté le nom de Fred Scamaroni. Construit pour le compte d'un armateur norvégien, sous le nom de Kong Dag et mis en service en 1923 sur la ligne Oslo - Kiel. Le paquebot est acheté en 1946 par le Ministère de la Marine marchande. Il est confié en gérance à la Compagnie Fraissinet et rebaptisé Fred Scamaroni. Il est mis en service sur les lignes de la Corse. Transféré à la Compagnie générale transatlantique en mai 1948 pour le même service. Il est rendu à l'État en 1953 et utilisé comme navire de réserve. Il est finalement démantelé à La Seyne en 1955, après une carrière de plus de 32 ans[25].
- Un nouveau transbordeur Fred Scamaroni est mis sur cale en juin 1963 et lancé à la Seyne-sur-Mer le lundi 30 novembre 1964. Il effectue les rotations entre Marseille et Ajaccio pour la Cie Gale Transméditerranéenne. Le navire est ensuite transféré à la Société Nationale Maritime Corse-Méditerranée, héritière de la CGTM le 16 mars 1976 et navigue encore 4 ans sous ce pavillon. Il est remplacé par le nouveau Cyrnos et vendu à Olau Line au Danemark, pour près de quatre millions de dollars. Livré à son nouvel armateur le jeudi 31 janvier 1980, il est renommé Nuits Saint Georges pour le service trans-manche Ramsgate-Dunkerque, où il entre en service le jeudi 15 mai 1980. La société armatrice (Ole Lauritzen France) ayant été liquidée en septembre de la même année, le navire est désarmé à Vlissingen (Hollande). Il est racheté en novembre 1981 pour 3,6 millions de florins par Lord Maritime Enterprise une compagnie Égyptienne et est rebaptisé Lord Sinaï. En 1982, il assure des rotations entre Suez et Aqaba sur la Mer Rouge. Le ferry prend le nom de Al Tahra en 1984. Revendu en 1988 à Samatour Shipping Company (Égypte) et renommé Salem Express pour la desserte de Jeddah et Safaga sur la Mer Rouge au départ de Suez. L'ancien Fred Scamaroni après une erreur de navigation heurte par mauvais temps des récifs corallien le dimanche 15 décembre 1991 au large de Safaga  à 6 milles de distance du port et coule sous le nom de Salem Express (il reliait Jeddah à Suez), faisant 450 disparus sur les 654 pèlerins à bord [26].
- En novembre 2012, le Ministre de l'Intérieur Manuel Valls lui rend un hommage public[27].
- La 24e promotion (2004-2005) de l'Institut Régional d'Administration (I.R.A.) de Bastia lui a rendu hommage en se plaçant sous son patronage et portant son nom[28].

### Sources sur le web
- « Fred Scamaroni », sur le site de l'Ordre de la Libération.
- Portrait de Fred Scamaroni sur le site des Archives du Calvados
- « Autres anniversaires signalés pour l'année 1914. Godefroy (dit Fred) Scamaroni », sur le site des archives nationales.
- « Fred Scamaroni », sur le site Curagiu.
- « Marie-Claire Scamaroni: la sœur de Fred Scamaroni (Compagnon de la Libération), témoigne », sur le site de l'Union locale des anciens combattants de Bagnolet.